# Socha bánhidského Turula
Socha bánhidského Turula v Bánhidě v Dunántúl (česky Zadunají) v Maďarsku, je největší pomník dravého ptáka v Evropě. Nachází se na skále v nadmořské výšce 340 m n. m. a byl postaven u příležitosti oslav milénia v roce 1907. Sochu navrhl a zhotovil Gyula Donáth a vyrobena byla v továrně Zellerin.
Podobných soch bylo vybudováno v dalších uherských městech ve stejné době nespočet, po rozpadu Rakousko-Uherska byly některé z nich (převážně na území Československa a Rumunska) odstraněny jako symbol uherské moci.
Po převratu v roce 1918 se pokusili komunisté sochu poničit, v roce 1926 ale byla obnovena. Další rekonstrukce sochy byla provedena v roce 1992
Socha byla zbudována nedaleko místa Bitvy u Bánhidy (907), kde se střetlo vojsko Arpádovo a Svatoplukovo. Je dobře viditelná z dálničního tahu Vídeň-Budapešť.

## Popis
Celková výška sochy od nohou po vrch křídel je 20 metrů a 34 centimetrů; rozpětí křídel je 14 metrů a 38 centimetrů. Zajímavostí je, že do dutiny drápu středního prstu se vejde více než 5 litrů vody.[zdroj?]